# Doridacea
Doridacea са инфраразред голохрили коремоноги. Всички са морски представители без черупка.

## Характеристики
Мантията е голяма и покрива тялото. Хрилете обикновено се намират в задната част на тялото. Радулата е добре развита, а стомахът е голям.

## Класификация
- Надсемейство Doridoidea
  - Семейство Dorididae
  - Семейство Actinocyclidae
  - Семейство Chromodorididae
  - Семейство Discodorididae
- Надсемейство Phyllidioidea
  - Семейство Phyllidiidae
  - Семейство Dendrodorididae
  - Семейство Mandeliidae
- Надсемейство Onchidoridoidea (= Phanerobranchiata Suctoria)
  - Семейство Onchidorididae
  - Семейство Corambidae
  - Семейство Goniodorididae
- Надсемейство Polyceroidea (= Phanerobranchiata Non Suctoria)
  - Семейство Polyceridae
  - Семейство Aegiridae
  - Семейство Gymnodorididae
  - Семейство Hexabranchidae
  - Семейство Okadaiidae